# فيل بير
فيل بير (بالإنجليزية: Phil Beer) هو عازف كمان ‏ بريطاني، ولد في 12 مايو 1953 في إكسمنستر في المملكة المتحدة.

## وصلات خارجية
- فيل بير على موقع ميوزك برينز (الإنجليزية)
- فيل بير على موقع ديسكوغز (الإنجليزية)